# Sydney Romero
Sydney Joy Romero (San Diego, Kalifornia, 1997. március 8. –) csamorró-mexikói származású amerikai softballjátékos és -edző, az Oregon Ducks társedzője. Korábban az Oklahoma Sooners és a USSSA Pride játékosa volt. A 2020. évi nyári olimpiai játékokon Mexikó színeiben indult.

## Tanulmányai
A Vista Murrieta High Schoolba járt, ahol háromszor nyerte el az All-Southwestern és egyszer az Underclass All-American elismerést.

## Játékosként

### Egyetemi csapatok
2016-ban 64 játékon vett részt, és elnyerte az All-Big 12 Freshman Team elismerést, valamint az NFCA év újoncává jelölték. Az Oklahoma Sooners 2016-ban megnyerte a Women’s College World Seriest.
2019. május 10-én megdöntötte a kétbázisos ütések rekordját, emellett a szezonban ő lett a Big 12 Conference legjobb játékosa és jelölték az év egyetemi softballjátékosának díjára; továbbá elnyerte az All-Big 12 és az All-American elismeréseket.

### Profi csapatok
2019. április 16-án az NPF-draft harmadik körében a USSSA Pride játékosa lett; július 28-án kétéves szerződést írt alá. 2019. július 28-án a hét játékosává, augusztus 11-én pedig a hét újoncává választották.

## Edzőként
2019. szeptember 18-án az Oklahoma Sooners hallgatói segédedzőjévé nevezték ki. 2022. július 1-jén a Duke Blue Devils helyettese lett; a csapat történetében először hazai pályán vehettek részt az NCAA Super Regionalon.
2023. június 25-én az Oregon Ducks helyettes edzője lett.

## Magánélete
Szülei Michael és Melissa Romero; három testvére van. Nővére Sierra Romero, fivére Mikey Romero; mindketten softballjátékosok.

## Fordítás
- Ez a szócikk részben vagy egészben  a   Sydney Romero című angol Wikipédia-szócikk ezen változatának fordításán alapul.  Az eredeti cikk szerkesztőit annak laptörténete sorolja fel. Ez a jelzés csupán a megfogalmazás eredetét és a szerzői jogokat jelzi, nem szolgál a cikkben szereplő információk forrásmegjelöléseként.